# Hagström Jazz
Hagström Jazz är en serie halvakustiska elgitarrer av märket Hagström tillverkade på licens av det kanadensiska företaget American Music & Sound. Serien är en efterföljare till de svensktillverkade gitarrerna Hagström Jimmy. Föregångaren designades av den legentariske gitarrmakaren Jimmy D'Aquisto och kunde säljas med hans godkännande, men detta gäller inte för de på licens nytillverkade gitarrerna varför de fått ett mer prosaiskt namn där HJ helt enkelt står för Hagström Jazz.
I reklam och produktblad används dock mer eller mindre förtäckta anspelningar tillbaks till D'Aquisto.
| Hagström Jazz |                                                     |                                                                    |                                                 |                                                     |                                                                          |
|               | HL-550                                              | HJ-500                                                             | HJ-500 Tremar                                   | HJ-600                                              | HJ-800                                                                   |
| Period        | 2006-                                               | 2006-                                                              | 2006-                                           | 2006-                                               | 2006-                                                                    |
| Kropp         | Klanglåda, Mahogny plywood                          | Klanglåda, Lönn                                                    | Klanglåda, Lönn                                 | Klanglåda, Laminerad Gran                           | Klanglåda, Lönn                                                          |
| Hals          | Limmad, Mahogny                                     | Limmad, Lönn                                                       | Limmad, Lönn                                    | Limmad, Lönn                                        | Limmad, Lönn                                                             |
| Skallängd     | 628 mm (24,75")/21 band                             | 628 mm (24,75")/21 band                                            | 628 mm (24,75")/21 band                         | 628 mm (24,75")/21 band                             | 635 mm (25")/22 band                                                     |
| Greppbräda    | Resinator wood                                      | Resinator wood                                                     | Resinator wood                                  | Resinator wood                                      | Resinator wood                                                           |
| Stall         | Fast ebenholts "Jimmy" Stall med sarghägt ändstycke | Fast ebenholts "Jimmy" Stall med sarghägt ändstycke                | Hagström TREMAR vibrato med Tremar Roller Stall | Fast ebenholts "Jimmy" Stall med sarghägt ändstycke | Fast resinator wood "Jimmy" Stall med sarghägt ändstycke                 |
| Pickup        | 1x Floating Custom HF-50 mini-Humbucker             | 2x Hagström HJ-50 Humbuckers                                       | 2x Hagström HJ-50 Humbuckers                    | 2x Hagström HJ-50 Humbuckers                        | Hals: Hagström Custom 58N Humbucker Stall: Hagström Custom 58B Humbucker |
| Färger        | Black gloss Klarlackad mahogny                      | Black gloss Cream Red Black sparkle Metallic gold Vit cherry burst | Black gloss Vintage Sunburst                    | Vintage sunburst Klarlackad                         | Vintage Sunburst                                                         |